# Zone naturelle protégée
Une zone naturelle protégée est une aire protégée régie par différentes lois selon les pays.

## Par pays

### Canada

Carte des aires protégées du Nouveau-Brunswick. Les zones naturelles protégées sont en vert pâle.

Les zones naturelles protégées (anglais : Protected Natural Areas) sont des aires protégées du Nouveau-Brunswick, une province du Canada. La province possède 59 zones naturelles protégées qui sont tous géré par le ministère des Ressources naturelles du Nouveau-Brunswick. Elles ont pour mission de protéger la diversité biologique de la faune et de la flore de la province.
| Zone naturelle protégée                                                                                     | Superficie km2 | Date de création | Comtés                       |
| --- | -------------- | ---------------- | ---------------------------- |
| Allardville                                                                                                 | 12,19          | 2014             | Gloucester                   |
| Andersonville                                                                                               | 5,65           | 2014             | Charlotte                    |
| Anse-de-Round-Meadow (Round Meadow Cove)                                                                    | 0,42           | 2014             | Saint-Jean                   |
| Anse-Dipper-Harbour-Back (Dipper Harbour Back Cove)                                                         | 0,14           | 2014             | Saint-Jean                   |
| Anse-Gooseberry (Gooseberry Cove)                                                                           | 1,98           | 2008             | Saint-Jean                   |
| Baillie Settlement                                                                                          | 0,16           | 2008             | Charlotte                    |
| Bantalor | 7,28           | 2014             | York                         |
| Bellefond                                                                                                   | 12,81          | 2014             | Northumberland               |
| Belleville                                                                                                  | 0,13           | 2014             | Carleton                     |
| Big Falls                                                                                                   | 4,39           | 2014             | York                         |
| Brantville                                                                                                  | 2,62           | 2014             | Northumberland               |
| Bras-Sud-de-la-Rivière-Kedgwick (South Kedgwick River)                                                      | 0,53           | 2003             | Restigouche                  |
| Brookvale                                                                                                   | 10,63          | 2014             | Queens                       |
| Bull Pasture Bog                                                                                            | 9,15           | 2003             | Sunbury                      |
| Burgess Settlement                                                                                          | 4,14           | 2014             | Victoria                     |
| Butte-à-Morrison (Butte à Morrison)                                                                         | 3,76           | 2014             | Gloucester                   |
| Cat Road | 0,57           | 2014             | Albert                       |
| Caughey-Taylor                                                                                              | 1,89           | 2014             | Charlotte                    |
| Colline-Hovey (Hovey Hill)                                                                                  | 0,40           | 2000             | Carleton                     |
| Colline-McManus (McManus Hill)                                                                              | 1,61           | 2000             | Kings                        |
| Colline-Moose-Valley (Moose Valley Hill)                                                                    | 10,01          | 2014             | Restigouche et Madawaska     |
| Dungarvon                                                                                                   | 13,72          | 2014             | Northumberland               |
| East Cloverdale                                                                                             | 10,88          | 2014             | Carleton et York             |
| Estuaire-de-Musquash (Musquash Estuary)                                                                     | 11,73          | 2008             | Saint-Jean                   |
| Fen-du-Ruisseau-Two-Mile (Two Mile Brook Fen)                                                               | 1,17           | 2008             | Carleton                     |
| Forêt-Décidue-de-Hells-Gate (Hells Gate Hardwoods)                                                          | 2,11           | 2014             | Northumberland               |
| Fourche-Upsalquitch (Upsalquitch Forks)                                                                     | 9,41           | 2008             | Restigouche                  |
| Gaspereau                                                                                                   | 5,60           | 2014             | Sunbury                      |
| Golden Ridge                                                                                                | 3,93           | 2014             | Carleton                     |
| Gorge-Caledonia (Caledonia Gorge)                                                                           | 29,61          | 2003             | Albert                       |
| Gorge-de-la-Rivière-Jacquet (Jacquet River Gorge)                                                           | 260,74         | 2003             | Gloucester et Restigouche    |
| Gorge-de-la-Rivière-Point-Wolfe (Point Wolf River Gorge)                                                    | 8,40           | 1996             | Saint-Jean et Kings          |
| Grand-Lac (Grand Lake)                                                                                      | 104,63         | 2003             | Sunbury et Queens            |
| Île-Baie-du-Vin (Bay Du Vin Island)                                                                         | 2,24           | 1996             | Northumberland               |
| Île-Foley (Foley Island)                                                                                    | 0,07           | 2008             | Madawaska                    |
| Île-High-Duck (High Duck Island)                                                                            | 0,21           | 2014             | Charlotte                    |
| Île-Verte (Green Island)                                                                                    | 0,08           | 2014             | Carleton                     |
| Île-Western-Green (Western Green Island)                                                                    | 0,06           | 2014             | Charlotte                    |
| Île-Whitehorse (Whitehorse Island)                                                                          | 0,02           | 2008             | Charlotte                    |
| Îles-de-la-Rivière-Sainte-Croix (St. Croix River Islands)                                                   | 0,06           | 2003             | Charlotte                    |
| Îles-Green-Nord-et-Sud (North and South Green Islands)                                                      | 0,13           | 2014             | Charlotte                    |
| Îles-Salkeld (Salkeld Islands)                                                                              | 0,33           | 2014             | Charlotte                    |
| Johnson's Mills                                                                                             | 1,48           | 2014             | Westmorland                  |
| Lac-Alva (Loch Alva)                                                                                        | 222,17         | 2003             | Saint-Jean, Kings, Queens    |
| Lac-Angle-Hill (Angle Hill Lake)                                                                            | 4,36           | 2014             | Carleton                     |
| Lac-Burpee (Burpee Lake)                                                                                    | 8,97           | 2014             | Sunbury                      |
| Lac-Cranberry (Cranberry Lake )                                                                             | 0,81           | 2003             | Queens                       |
| Lac-Dowdall (Dowdall Lake)                                                                                  | 0,98           | 2008             | Saint-Jean                   |
| Lac-First-Eel (First Eel Lake)                                                                              | 1,01           | 2014             | York                         |
| Lac-Glazier (Glazier Lake )                                                                                 | 0,70           | 2003             | Madawaska                    |
| Lac-Goose (Goose Lake )                                                                                     | 15,69          | 2008             | Gloucester                   |
| Lac-Halls-Shed (Halls Shed Lake)                                                                            | 16,35          | 2014             | Restigouche                  |
| Lac-Little-Tomoowa (Little Tomoowa Lake)                                                                    | 1,19           | 2003             | Charlotte                    |
| Lac-North (North Lake)                                                                                      | 0,58           | 2014             | York                         |
| Lac-Skiff (Skiff Lake)                                                                                      | 4,79           | 2014             | York                         |
| Lac-Spednic (Spednic Lake)                                                                                  | 257,07         | 2003             | York                         |
| Lac-Williamstown (Williamstown Lake)                                                                        | 2,12           | 2008             | Carleton                     |
| Lacs-Adder (Adder Lake)                                                                                     | 4,54           | 2014             | Northumberland               |
| Lacs-Freeze (Freeze Lakes)                                                                                  | 3,15           | 2003             | Northumberland               |
| Lacs-Kennedy (Kennedy Lakes)                                                                                | 226,30         | 2003             | Northumberland               |
| Lacs-Portage (Portage Lakes)                                                                                | 4,41           | 2014             | Restigouche                  |
| Lakeville                                                                                                   | 0,62           | 2014             | Carleton                     |
| Maxwell | 7,41           | 2014             | York                         |
| McLean Settlement                                                                                           | 0,05           | 2014             | Kent                         |
| Miscou-Grande-Plaine (Miscou Grande Plaine)                                                                 | 1,20           | 2008             | Gloucester                   |
| Mont-Akroyd (Mount Akroyd)                                                                                  | 13,29          | 2014             | Restigouche                  |
| Mont-Denys (Mount Denys)                                                                                    | 0,95           | 2014             | Northumberland               |
| Mont-Elizabeth (Mount Elizabeth)                                                                            | 0,94           | 2003             | Northumberland               |
| Mont-Tom (Mount Tom)                                                                                        | 1,63           | 2014             | Albert                       |
| Montagne-Big-Bald (Big Bald Mountain)                                                                       | 0,25           | 2008             | Northumberland               |
| Montagne-Blue (Blue Mountain)                                                                               | 23,46          | 2003             | Victoria                     |
| Montagne-Gover (Gover Mountain)                                                                             | 0,63           | 2003             | Northumberland               |
| Montagne-Lewis (Lewis Mountain)                                                                             | 1,33           | 2014             | Albert                       |
| Montagne-Nalaisk (Nalaisk Mountain)                                                                         | 4,80           | 2014             | Northumberland               |
| Montagne-Oak (Oak Mountain)                                                                                 | 0,93           | 2003             | Carleton                     |
| Montagne-Oakland (Oakland Mountain)                                                                         | 0,92           | 2014             | Carleton                     |
| Montagne-Picadilly (Picadilly Mountain)                                                                     | 1,38           | 2008             | Kings                        |
| Montagne-Porcupine (Porcupine Mountain)                                                                     | 4,18           | 2014             | Carleton et Victoria         |
| Montagne-Quisibis (Quisibis Mountain)                                                                       | 1,57           | 2014             | Madawaska                    |
| Montagne-Sqaw-Cap (Squaw Cap Mountain)                                                                      | 16,69          | 2014             | Restigouche                  |
| Nepisiguit                                                                                                  | 118,95         | 2003             | Northumberland               |
| Nictau | 0,16           | 2014             | Victoria                     |
| Ovenhead | 0,30           | 2014             | Charlotte                    |
| Partridge Valley Est (Partridge Valley East)                                                                | 9,84           | 2014             | Queens                       |
| Partridge Valley Ouest (Partridge Valley West)                                                              | 2,58           | 2014             | Queens                       |
| Phillipstown                                                                                                | 0,04           | 2003             | Queens                       |
| Pocologan                                                                                                   | 1,01           | 2014             | Charlotte                    |
| Pointe-Clark (Clark Point)                                                                                  | 1,16           | 2014             | Charlotte                    |
| Pointe-McPhersons (McPhersons Point)                                                                        | 1,66           | 2014             | Charlotte                    |
| Pokeshaw | 0,003          | 2014             | Gloucester                   |
| Popelogan Depot                                                                                             | 12,43          | 2014             | Restigouche                  |
| Prés-Big (Big Meadows)                                                                                      | 9,29           | 2014             | Albert                       |
| Prés-Semiwagan (Semiwagan Meadows)                                                                          | 7,23           | 2014             | Northumberland               |
| Ragged Falls                                                                                                | 2,11           | 2014             | Charlotte                    |
| Ravine Downs (Downs Gulch)                                                                                  | 4,47           | 2014             | Restigouche                  |
| Réservoir-Canoose (Canoose Flowage)                                                                         | 45,39          | 2003             | Charlotte                    |
| Rivière-Bass (Bass River)                                                                                   | 1,08           | 2014             | Gloucester                   |
| Rivière-Big-Salmon (Big Salmon River)                                                                       | 11,22          | 2014             | Saint-Jean                   |
| Rivière-Black (Black River)                                                                                 | 39,97          | 2003             | Kent, Northumberland         |
| Rivière-Cains (Cains River)                                                                                 | 2,06           | 2008             | York                         |
| Rivière-de-Chute (River de Chute)                                                                           | 0,25           | 2014             | Carleton                     |
| Rivière-East-Branch-Portage (East Branch Portage River)                                                     | 108,97         | 2014             | Gloucester et Northumberland |
| Rivière-Eel (Eel River)                                                                                     | 1,60           | 2008             | York                         |
| Rivière-Little (Little River)                                                                               | 8,53           | 2014             | Sunbury                      |
| Rivière-Little-Salmon (Little Salmon River)                                                                 | 7,34           | 2003             | Saint-Jean                   |
| Rivière-Little-Southwest-Miramichi (Little Southwest Miramichi River)                                       | 3,91           | 2014             | Northumberland               |
| Rivière-Lower-North-Branch-Little-Southwest-Miramichi (Lower North Branch Little Southwest Miramichi River) | 8,21           | 2014             | Northumberland               |
| Rivière-Magaguadavic (Magaguadavic River)                                                                   | 21,1           | 2014             | Charlotte                    |
| Rivière-Nashwaak (Nashwaak River)                                                                           | 39,83          | 2014             | York                         |
| Rivière-New (New River)                                                                                     | 2,09           | 2008             | Charlotte                    |
| Rivière-North-Branch-Burnt-Church (North Branch Burnt Church River)                                         | 4,99           | 2014             | Northumberland               |
| Rivière-Northwest-Upsalquitch (Northwest Upsalquitch River)                                                 | 7,62           | 2014             | Restigouche                  |
| Rivière-Patapedia (Patapedia River)                                                                         |                | 2014             | Restigouche                  |
| Rivière-Pokiok (Pokiok River)                                                                               |                | 2014             | Victoria                     |
| Rivière-Quisibis (Quisibis Riverr)                                                                          |                | 2014             | Madawaska                    |
| Rivière-Richibucto (Richibucto River)                                                                       |                | 2014             | Kent                         |
| Rivière-South-Branch-Big-Sevogle (South Branch Big Sevogle River)                                           |                | 2014             | Northumberland               |
| Rivière-South-Branch-Burnt-Church (South Branch Burnt Church River)                                         | 14,82          | 2014             | Northumberland               |
| Rivière-Tabusintac (Tabusintac River)                                                                       | 20,53          | 2014             | Northumberland et Gloucester |
| Rivière-Tauadook (Tauadook River)                                                                           | 1,31           | 2014             | Northumberland               |
| Rivière-Tay (Tay River)                                                                                     | 2,17           | 2008             | York                         |
| Rivière-Upper-Dungarvon (Upper Dungarvon River)                                                             | 8,40           | 2014             | Northumberland               |
| Rivière-Upper-Salmon (Upper Salmon River)                                                                   | 1,95           | 2014             | Albert                       |
| Rivière-Verte-Nord (Green River North)                                                                      | 4,64           | 2014             | Madawaska                    |
| Rivière-Verte-Sud (Green River South)                                                                       |                | 2014             | Madawaska                    |
| Ruisseau-Baker (Baker Brook)                                                                                | 17,05          | 2014             | Madawaska                    |
| Ruisseau-Bass (Bass Brook)                                                                                  | 6,95           | 2014             | Gloucester                   |
| Ruisseau-Becaguimec (Becaguimec Stream)                                                                     |                | 2014             | Carleton                     |
| Ruisseau-Bells (Bells Brook)                                                                                |                | 2014             | Restigouche                  |
| Ruisseau-Belone (Belone Brook)                                                                              |                | 2014             | Restigouche                  |
| Ruisseau-Berry (Berry Brook)                                                                                | 1,20           | 2008             | Restigouche                  |
| Ruisseau-Big-Cedar (Big Cedar Brook)                                                                        |                | 2014             | Restigouche                  |
| Ruisseau-Big-Rocky (Big Rocky Brook)                                                                        | 2,34           | 2008             | Northumberland               |
| Ruisseau-Blind (Blind Brook)                                                                                |                | 2014             | Kent                         |
| Ruisseau-Blind-Gully (Blind Gully Brook)                                                                    |                | 2014             | Victoria                     |
| Ruisseau-Blueberry (Blueberry Brook)                                                                        |                | 2014             | Restigouche                  |
| Ruisseau-Boland (Boland Brook)                                                                              |                | 2014             | Restigouche                  |
| Ruisseau-Carr-Falls (Carr Falls Brook)                                                                      |                | 2014             | York                         |
| Ruisseau-Clarke (Clarke Brook)                                                                              | 1,15           | 2008             | Carleton                     |
| Ruisseau-Cowlily-Pond (Cowlily Pond Brook)                                                                  |                | 2014             | Charlotte                    |
| Ruisseau-Connors (Connors Brook)                                                                            |                | 2014             | Restigouche                  |
| Ruisseau-Dead (Dead Creek)                                                                                  |                | 2014             | York                         |
| Ruisseau-Demerchant (Demerchant Brook)                                                                      |                | 2014             | Victoria                     |
| Ruisseau-Dionne (Dionne Brook)                                                                              | 3,34           | 2008             | Restigouche                  |
| Ruisseau-du-Lac-Ayers (Ayers Lake Stream)                                                                   |                | 2014             | York                         |
| Ruisseau-Eight-Mile (Eight Mile Brook)                                                                      |                | 2014             | Restigouche                  |
| Ruisseau-Falls (Falls Brook)                                                                                |                | 2014             | Madawaska                    |
| Ruisseau-Five-Mile (Five Mile Brook)                                                                        |                | 2014             | Restigouche                  |
| Ruisseau-Goodfellow (Goodfellow Brook)                                                                      | 1,12           | 2008             | Northumberland               |
| Ruisseau-Gordon-Meadow (Gordon Meadow Brook)                                                                |                | 2014             | Gloucester                   |
| Ruisseau-Goulette (Goulette Brook)                                                                          | 2,63           | 2008             | Restigouche                  |
| Ruisseau-Green (Green Brook)                                                                                |                | 2014             | Northumberland               |
| Ruisseau-Greer (Greer Creek)                                                                                |                | 2014             | York                         |
| Ruisseau-Grew (Grew Brook)                                                                                  |                | 2014             | Madawaska                    |
| Ruisseau-Hay (Hay Brook)                                                                                    |                | 2014             | York                         |
| Ruisseau-Howard (Howard Brook)                                                                              | 5,33           | 2008             | Carleton                     |
| Ruisseau-Indian (Indian Brook)                                                                              |                | 2014             | Victoria                     |
| Ruisseau-Jardine (Jardine Brook)                                                                            |                | 2014             | Restigouche                  |
| Ruisseau-Lake (Lake Stream)                                                                                 |                | 2014             | Kent                         |
| Ruisseau-Little-Cedar (Little Cedar Brook)                                                                  |                | 2014             | Restigouche                  |
| Ruisseau-Little-Forks (Little Forks Brook)                                                                  |                | 2014             | Sunbury                      |
| Ruisseau-Lord-and-Foy (Lord and Foy Brook)                                                                  |                | 2014             | Gloucester                   |
| Ruisseau-MacFarlane (MacFarlane Brook)                                                                      | 1,20           | 2008             | Restigouche                  |
| Ruisseau-Martial (Martial Brook)                                                                            |                | 2014             | Madawaska                    |
| Ruisseau-McBean (McBean Brook)                                                                              |                | 2014             | York                         |
| Ruisseau-McCarty (McBean Brook)                                                                             |                | 2014             | Northumberland               |
| Ruisseau-McCluskey (McCluskey Brook)                                                                        |                | 2014             | Carleton                     |
| Ruisseau-McCoy (McCoy Brook)                                                                                | 0,60           | 2008             | Madawaska                    |
| Ruisseau-McDougalls (McDougalls Brook)                                                                      | 1,25           | 2008             | Restigouche                  |
| Ruisseau-McNeal (McNeal Brook)                                                                              |                | 2014             | Northumberland               |
| Ruisseau-Mill (Mill Brook)                                                                                  |                | 2014             | Carleton                     |
| Ruisseau-Mill–Mactaquac (Mill Stream-Mactaquac)                                                             |                | 2014             | York                         |
| Ruisseau-Miller (Miller Brook)                                                                              |                | 2014             | Northumberland               |
| Ruisseau-Monument (Monument Brook)                                                                          |                | 2014             | York                         |
| Ruisseau-North-Pole (North Pole Stream)                                                                     |                | 2014             | Northumberland               |
| Ruisseau-Otter (Otter Brook)                                                                                |                | 2014             | York                         |
| Ruisseau-Oven-Rock (Oven Rock Brook)                                                                        |                | 2014             | Victoria                     |
| Ruisseau-Patchell (Patchell Brook)                                                                          | 1,22           | 2008             | Northumberland               |
| Ruisseau-Pisiguit (Pisiguit Brook)                                                                          |                | 2014             | Gloucester                   |
| Ruisseau-Pocowogamis (Pocowogamis Stream)                                                                   |                | 2014             | York                         |
| Ruisseau-Pokiok (Pokiok Stream)                                                                             |                | 2014             | York                         |
| Ruisseau-Pollard (Pollard Brook)                                                                            | 3,05           | 2008             | Restigouche                  |
| Ruisseau-Quigley (Quigley Brook)                                                                            |                | 2014             | Restigouche                  |
| Ruisseau-Red-Pine (Red Pine Brook)                                                                          |                | 2014             | Gloucester                   |
| Ruisseau-Red-Pine (Red Pine Brook)                                                                          |                | 2014             | Gloucester                   |
| Ruisseau-Risteen (Risteen Brook)                                                                            |                | 2014             | York                         |
| Ruisseau-Saddleback (Saddleback Brook)                                                                      |                | 2014             | Saint-Jean et Kings          |
| Ruisseau-Shikatehawk (Shikatehawk Stream)                                                                   |                | 2014             | Carleton                     |
| Ruisseau-Sills (Sills Brook)                                                                                |                | 2014             | York                         |
| Ruisseau-Smith (Smith Brook)                                                                                |                | 2014             | Carleton                     |
| Ruisseau-Spud (Spud Brook)                                                                                  |                | 2014             | Northumberland               |
| Ruisseau-Stillwater (Stillwater Brook)                                                                      |                | 2014             | Restigouche                  |
| Ruisseau-Stony (Stony Brook)                                                                                |                | 2014             | Northumberland               |
| Ruisseau-Tamarack (Tamarack Brook)                                                                          |                | 2014             | York                         |
| Ruisseau-Trout (Trout Brook)                                                                                |                | 2014             | Kent                         |
| Ruisseau-Upham (Upham Brook)                                                                                |                | 2014             | Albert                       |
| Ruisseau-Upper-Thorn-Point (Upper Thorn Point Brook)                                                        | 3,29           | 2008             | Restigouche                  |
| Ruisseau-Welch (Welch Brook)                                                                                |                | 2014             | Carleton                     |
| Ruisseau-West-Branch-Coy (West Branch Coy Brook)                                                            |                | 2014             | Queens et Kent               |
| Ruisseau-Wilson (Wilson Brook)                                                                              | 0,77           | 2003             | Albert                       |
| Shinnickburn                                                                                                | 1,70           | 2008             | Northumberland               |
| Stickney |                | 2014             | Carleton                     |
| Tabusintac                                                                                                  | 1,08           | 2003             | Northumberland               |
| Terre-Boisée-Dungarvon-Whooper-Spring (Dungarvon Whooper Spring Woodlot)                                    | 1,58           | 2008             | Northumberland               |
| Terres-humides-Estey (Estey Wetlands)                                                                       |                | 2014             | York                         |
| Tourbières-de-Canaan (Canaan Bog)                                                                           | 206,50         | 2003             | Westmorland, Kent et Queens  |
| Vallée-de-Meduxnekeag (Meduxnekeag Valley)                                                                  |                | 2014             | Carleton                     |
| Woodman |                | 2014             | York                         |

### États-Unis
En août 2020, le gouvernement de Donald Trump approuve un programme ouvrant la voie à des forages pétroliers et gaziers dans la plus grande zone naturelle protégée en Alaska.

### France
Sur le territoire français, on recense 10 % de zones naturelles protégées, dont 3 % qui bénéficient d’une « protection forte et très réglementée. »